# 中国手話
中国手話（CSL、ZGS；簡体字：中国手语；繁体字：中國手語；ピン音：Zhōngguó Shǒuyǔ）は、中国本土のさまざまな地域の聴覚障害者が使用する手話を指す。中国手語は、中華人民共和国政府によって統一され、規範化された国家共通手話と、地域固有の自然発生的手話に分けることができる。国家共通手話の制定は、中国各地で一致しない流行手話の手の動き、ろう者の科学的文化知識の学習、およびコミュニケーションの不便さなどの問題を解決するために行われた。ただし、これらの手話を使用する人々が互いに対話する際には、理解できない場合がある。日本手話語族に属す台湾手話とは派生関係がない。

## 歴史
中国文学における手話（簡体字：手语；繁体字：手語；ピン音：shǒuyǔ；直訳：「手の言語」）の最初の言及は唐代に遡り、その中で「鏡」の手話が記録されている。宋代には、蘇東坡が手話の形式を用いたコミュニティを描写している。明代には、徐渭の戯曲『玉禅師翠鄉一夢』（簡体字：玉禅师翠乡一梦；繁体字語：玉禪師翠鄉一夢；ピン音：Yù Chánshī Cuìxiāng Yī Mèng）で手話の表現が描かれている。
中国で最初のろう者学校である芝罘（ピン音：Zhīfú、煙台の別名）ろう者学校は、1887年に長老派宣教師アネッタ・トンプソン・ミルズによって設立された。この学校からは、口話主義のろう者教育に基づく手話が発展し、これは1880年のミラノ会議の成果として生まれた。 1897年には、フランスのカトリック組織によって上海に別のろう者学校が設立された。中国手話は、これら2つの基盤から成長した。
中国全土のさまざまな場所に設立されたろう者向けの学校、ワークショップ、農場は、中国手話が広まる主な方法である。これらの集まりに関わっていない他のろう者は、自宅で開発されたジェスチャーセットを使用する傾向があり、これは「ホームサイン（home sign）」として知られている。
中国ろう者協会は、1992年に主にアメリカからのろう者によって設立された。この組織の設立の主な目的は、ろう者の生活の質を向上させることであり、他の障害者に提供される生活水準に遅れをとっていたろう者の生活の質を向上させることでした。彼らの主な目標は、ろう者の福祉を向上させ、ろう者と中国手話に関する教育を促進し、中国のろう者コミュニティのニーズを推進することである。

## 分類
中国手話（CSL）には主に2つの方言がある：南部の中国手話（上海を中心とし、フランス手話の影響を受けた）と北部の中国手話（芝罘ろう者学校から派生し、アメリカ手話（ASL）の影響を受けた）。北部の中国手話は中国語からの影響がより大きく、例えば漢字のダジャレが存在する。香港手話は南部方言に由来するが、現在では独立した言語となっている。上海方言はマレーシアや台湾で見られるが、中国手話は台湾手話（日本手話語族の一部）、マレーシア手話（フランス手話語族）やチベット手話（孤立した言語）とは派生関係ない。
中国手話とイギリス手話（BSL）では、否定文を形成するための形態論的な特徴が共有されている。これは、上海でのイギリスとの歴史的な接触に起因する可能性がある。CSLとBSLの特徴として、多くの関連する手話で、親指が肯定的な意味、小指が否定的な意味（例えば「知らない」など）に使用されることがある。

## 構造
中国手話は、他の多くの手話と同様に、形や動きと表情を組み合わせて伝えられる。CSLには、ピンインに似たアルファベットのスペルシステムがある。これは1963年12月に「中国手指スペルシステム」として正式に採用された（簡体字：汉语手指字母方案；繁体字：漢語手指字母方案；ピン音：Hànyǔ Shǒuzhǐ Zìmǔ Fāng'àn）。 これは片手で行われる手指のアルファベットであり、フランス手話語族（フランス手話やアメリカ手話など）に似た言語に最も類似している。手指スペルの重要な特徴は、ピンインのZH、CH、SH、NGを2つの文字の連続ではなく、単一の手指スペルとして扱う点である。これは、これらの音が標準中国語の音韻論において口頭での音としての音素的な地位を反映している。
中国の文化と言語は、中国手話の手話に強く影響を与えている。例えば、CSLには「兄弟」という汎用の単語は存在せず、代わりに「兄」を示す手話と「弟」を示す手話の2つの異なるサインがある。これは中国語と類似しており、中国語も「兄」や「弟」と具体的に人を指す場合には「兄弟」という単語は使わない。同様に、「食べる」という手話は、ASLのように手を使うのではなく、箸の絵像的な表現が組み込まれている。